# Diaphorina tryoni
Diaphorina tryoni är en insektsart som först beskrevs av Walter Wilson Froggatt 1901.  Diaphorina tryoni ingår i släktet Diaphorina och familjen rundbladloppor. Inga underarter finns listade i Catalogue of Life.